# Украинская Хельсинкская группа
Украинская общественная группа содействия выполнению Хельсинкских соглашений (укр. Українська громадська група сприяння виконанню Гельсінських угод), известная также как Украинская Хельсинкская группа (укр. Українська Гельсінська група) — объединение деятелей украинского правозащитного движения, образованное на Украине 9 ноября 1976 года. Группа была активна до 1981 года, когда все её члены были заключены в тюрьму. Целью группы был контроль за соблюдением советским правительством Хельсинкских соглашений, которые гарантировали соблюдение прав человека.
Членами-основателями УХГ были Николай Руденко (руководитель группы), Олесь Бердник, Пётр Григоренко, Иван Кандыба, Левко Лукьяненко, Оксана Мешко, Николай Матусевич, Мирослав Маринович, Нина Строкатая и Алексей Тихий.
Украинская Хельсинкская группа осуществляла взаимодействие с Московской Хельсинкской группой.

## Репрессии против УХГ
В 1977—1978 годах были арестованы по обвинению по статье «антисоветская агитация и пропаганда» и приговорены к заключению на срок от 7 до 10 лет и к ссылке на 5 лет члены-основатели УХГ: Николай Руденко, Алексей Тихий, Левко Лукьяненко, Мирослав Маринович, Николай Матусевич. После арестов в УХГ вступили новые члены: Пётр Винс, Виталий Калиниченко, Василий Стрельцов, Пётр Сичко, Василий Сичко, Василий Овсиенко, Юрий Литвин.
В 1979 году были арестованы Олесь Бердник, Пётр и Василий Сичко, Юрий Литвин, Василий Овсиенко. В 1979 году членами УХГ стали Василий Стус, Вячеслав Черновол, Зиновий Красивский, Ярослав Лесив, Владимир Малинкович, Пётр Розумный, Иван Сокульский, Стефания Шабатура, Ольга Матусевич, Николай Горбаль, Йосиф Зисельс.
Весной 1979 года в мордовских лагерях политзаключённых была создана Группа содействия выполнению Хельсинкских соглашений в местах лишения свободы, в которую вошли и некоторые члены УХГ (Левко Лукьяненко, Николай Руденко, Алексей Тихий), а также другие политические заключённые с Украины.
В 1977 году Пётр Григоренко получил разрешение выехать на лечение в США, после чего его лишили советского гражданства. Выехать за границу также позволили Петру Винсу, Нине Строкатой, Владимиру Малинковичу и Станиславу Караванскому.
В 1978 году Пётр Григоренко, Леонид Плющ и Нина Строкатая на основании доверенности от УХГ создали в Нью-Йорке Зарубежное представительство УХГ. Оно занималось информированием о правозащитном движении на Украине и поддерживало связи с различными международными организациями (Международной амнистией, профсоюзами, представителями за рубежом правозащитных групп других народов СССР).
В 1979—1980-х годах в третий раз был арестован Вячеслав Черновол, заключена в психиатрическую больницу Оксана Мешко, арестованы Василий Стус, Ольга Матусевич-Гейко, Виталий Калиниченко, Василий Стрильцив. В тех годах также были приговорены к заключению на срок от 2 до 10 лет лагерей и от 3 до 5 лет ссылки Олесь Бердник, Ольга Гейко-Матусевич, Николай Горбаль, Виталий Калиниченко, 3еновий Красивский, Ярослав Лесив, Юрий Литвин, Василий Овсиенко, Пётр Розумный, Пётр и Василий Сичко, Василий Стрильцив, Василий Стус, Вячеслав Черновол. Некоторых из них осудили по провокационным обвинениям в попытке изнасилования, обладании оружием, сопротивлении милиции и по другим неполитическими статьям УК УССР.
В 1982 году была создана «Инициативная группа по защите верующих и Церкви», которая считала себя частью Хельсинкского движения на Украине.
7 июля 1988 года члены группы основали и официально зарегистрировали Украинскую Хельсинкскую ассоциацию, которая в 1990 году преобразовалась в Украинскую республиканскую партию. В 2004 году был создан Украинский Хельсинкский союз по правам человека как объединение общественных правозащитных организаций.